# Santuário Boldrone
O Santuário Boldrone está localizado na esquina da Via di Boldrone e da Via dell'Osservatorio, no bairro Quarto de Florença. Foi nomeado após o mosteiro de San Giovanni Evangelista di Boldrone, que foi nomeado após o eremitério francês "Boldrone" fundado naquele local no século 13.